# Big Mama Thornton
Pour les articles homonymes, voir Thornton.
Willie Mae Thornton dite Big Mama Thornton (11 décembre 1926 à Montgomery ou Ariton (Alabama) - 25 juillet 1984 à Los Angeles) est une chanteuse américaine de blues et de rhythm and blues, précurseur du rock 'n' roll. Elle est surtout connue pour avoir interprété la chanson « Hound Dog », popularisée ensuite par Elvis Presley.

## Biographie

### Enfance et éducation
Willie Mae Thornton, plus connue sous le nom de Big Mama Thornton, naît le 11 décembre 1926. Son certificat de naissance indique une naissance à Ariton, mais elle dit en interview être née à Montgomery ; il est probable qu'elle l'ait dit parce que Montgomery est une ville plus connue qu'Ariton.
Son père est pasteur dans une église baptiste où sa mère est chanteuse, et elle-même commence à chanter très tôt à l'église, comme ses six frères et sœurs. Sa mère meurt jeune et Willie Mae Thornton arrête l'école pour devenir nettoyeuse de crachoirs dans un bar voisin. En 1940, elle quitte le domicile familial et, avec l'aide de Diamond Teeth Mary (en), elle intègre la Hot Harlem Revue de Sammy Green, où elle est rapidement présentée à l'audience comme la nouvelle Bessie Smith. Elle admire beaucoup Bessie Smith et Memphis Minnie, qui influencent sa carrière musicale.

### Début de carrière musicale
Thornton déménage à Houston en 1948. À cette époque, au Texas et à Los Angeles, un nouveau genre de blues gagne en popularité ; il implique des cuivres, des rythmes marqués et des paroles souvent drôles.
En 1951, elle signe un contrat avec Peacock Records ; l'année suivante, elle se produit à l'Apollo Theater. En 1952, en partenariat avec un autre artiste de Peacock, Johnny Otis, elle enregistre Hound Dog (Chien de chasse), la première chanson écrite par Jerry Leiber et Mike Stoller. Le duo est présent à l'enregistrement et Leiber fait une démonstration du style vocal attendu pour la chanson,. Otis joue de la batterie, le batteur ayant été considéré incapable de jouer suffisamment bien pour l'enregistrement. La chanson se vend en plus d'un demi-million d'exemplaires et prend la première place du classement R&B ; elle est souvent citée comme un moment fondateur du rock'n'roll. Thornton devient célèbre grâce à cette chanson, mais touche très peu d'argent.
Le jour de Noël 1954, dans un théâtre de Houston, elle voit Johnny Ace, lui aussi chez Peacock, se tuer par balle accidentellement en jouant avec un pistolet. Thornton continue à enregistrer des chansons pour Peacock jusqu'en 1957 et se produit plusieurs fois en tournées collectives avec Junior Parker et Esther Phillips[réf. nécessaire].
Un peu plus de trois ans après la sortie de Hound Dog, Elvis Presley en enregistre sa propre version. Les paroles agacent Leiber, qui estime que Presley a raté le sens de la chanson, qui parle d'un homme infidèle et profiteur et pas littéralement d'un chien : la version de Presley ajoute en effet un passage sur l'incapacité du chien à attraper un lapin. Cette reprise se vend en plus de dix millions d'exemplaires.

### Succès
La carrière de Big Mama Thornton commence à ralentir à la fin des années 1950 et au début des années 1960. Elle déménage dans la baie de San Francisco, où elle joue dans des bars de San Francisco et Los Angeles et enregistre des chansons chez plusieurs labels. Au début des années 1960, elle enregistre la chanson Ball and Chain (en) pour Bay-Tone Records, qui ne la produit finalement pas. Janis Joplin l'entend jouer la chanson dans un bar de San Francisco.
En 1965, elle intègre l'American Folk Blues Festival et fait une tournée en Europe, où elle rencontre un grand succès encore inédit pour une femme chanteuse de blues en dehors du continent nord-américain. Le 20 octobre, à Londres, elle enregistre un premier album pour Arhoolie Records, Big Mama Thornton in Europe. Elle y est accompagnée par Buddy Guy à la guitare, Fred Below à la batterie, Eddie Boyd au piano, Jimmy Lee Robinson à la basse et Big Walter Horton à l'harmonica, sauf pour deux chansons (et une troisième, piste bonus dans une réédition en CD en 2005) où Fred McDowell joue de la guitare acoustique.
En 1966, Thornton enregistre son deuxième album pour Arhoolie, Big Mama Thornton with the Muddy Waters Blues Band, avec Muddy Waters et Sammy Lawhorn à la guitare, James Cotton à l'harmonica, Otis Spann au piano, Luther Johnson à la basse et Francis Clay à la batterie. Elle se produit au Monterey Jazz Festival.
En 1967, Janis Joplin joue une reprise de Ball and Chain au Festival international de musique pop de Monterey ; la reprise transforme la chanson en un blues en mineur plus lent et à la structure différente. Cette performance obtient un accueil critique et commercial très positif, et la carrière de Thornton reprend de sa vigueur. On ne sait pas si elle a touché de l'argent pour la chanson originale : Bay-Tone Records pourrait avoir conservé le copyright, et leur refus de sortir la chanson aurait selon certaines sources empêché Thornton de toucher des royalties sur la reprise de Joplin, mais Thornton dit en 1972 avoir donné la permission à Joplin et reçu des royalties.
L'année suivante, Thornton se produit à nouveau au festival de jazz de Monterey, et elle sort l'album Ball and Chain chez Arhoolie, qui inclut Ball and Chain, une reprise de Wade in the Water (en) et quelques chansons de ses précédents albums. Une petite équipe de musiciens l'accompagne, dont son guitariste habituel Bee Houston.
En 1969, Thornton sort son album le plus connu, Stronger Than Dirt, chez Mercury Records. Il arrive en 198e place du Billboard 200. Elle signe ensuite un contrat avec Pentagram Records, où elle a l'occasion d'enregistrer un album de gospel, Saved, inspiré par les Dixie Hummingbirds et Mahalia Jackson. Elle dit avoir toujours voulu enregistrer du gospel ; l'album inclut les classiques Oh Happy Day, Down by the Riverside (en), The Battle Hymn of the Republic, He's Got the Whole World in His Hands (en), Lord Save me, Swing Low, Sweet Chariot, One more river et Go Down Moses.
À cette époque, le revival américain du blues a perdu de la vitesse. Des jeunes artistes rencontrent un succès énorme, mais les artistes originaux comme Big Mama Thornton se produisent sur des petites scènes et le style du blues a inspiré d'autres genres musicaux, le rendant moins attirant. En 1972, Thornton reçoit une invitation pour une nouvelle tournée de l'American Folk Blues Festival : elle accepte avec plaisir, n'ayant pas d'opportunités intéressantes aux États-Unis, et se produit dans plusieurs pays d'Europe du 2 au 27 mars 1972, commençant par l'Allemagne et finissant par un concert à Stockholm. La tournée rencontre un vif succès.

### Fin de carrière et de vie
Dans les années 1970, l'alcoolisme a des effets néfastes sur la santé de Big Mama Thornton. Elle est impliquée dans un accident d'automobile grave, mais se remet suffisamment pour jouer au Newport Jazz Festival en 1973 avec Muddy Waters, B. B. King et Eddie Vinson. En 1975, elle publie ses derniers albums, Jail et Sassy Mama, chez Vanguard Records. D'autres chansons de cette session d'enregistrement sortent en 2000 dans l'album Big Mama Swings ; Jail est un recueil d'enregistrements en direct de ses concerts des années 1970 dans deux prisons américaines. Elle fait également une grande tournée aux États-Unis et au Canada, s'arrêtant à Houston pour le Juneteenth Blues Fest où elle partage l'affiche avec John Lee Hooker.
En 1979, elle se produit au San Francisco Blues Festival, l'année suivante au Newport Jazz Festival. En 1980 aussi, elle joue au concert Blues is a woman avec Sippie Wallace, où elle joue un set sans préparation. Elle fait également une petite tournée avec Aretha Franklin, puis participe à l'émission PBS Three Generations of the blues avec Sippie Wallace et Jeannie Cheatham.
À 57 ans, le 25 juillet 1984, elle est retrouvée morte dans une maison de santé de Los Angeles. Il est révélé qu'en raison de problèmes de cœur et de foie dus à l'alcool, elle est passée de 204 à 43 kilogrammes dans ses derniers mois de vie.

## Discographie sélective
| Année | Titre                                                                                  | Genre                  | Label             |
| ----- | -------------------------------------------------------------------------------------- | ---------------------- | ----------------- |
| 2014  | Rock-A-Bye Baby, The 1950-1961 Recordings                                              | Texas blues            | Hoodoo Records    |
| 2013  | The Complete 1950-1961                                                                 | Texas blues            | Le chant du monde |
| 2002  | Mighty Crazy (avec Linghting Hopkins)                                                  | Texas blues            | Catfish           |
| 2000  | The Complete Vanguard Recordings                                                       | Texas blues            | Vanguard          |
| 1999  | Hound Dog : The essential Collection                                                   | Texas blues            | Universal         |
| 1989  | Ball 'n' Chain                                                                         | Texas blues            | Arhoolie          |
| 1986  | Quit Snoopin' 'Round My Door                                                           | Texas blues            | Ace               |
| 1982  | Live in Newport (avec B.B. King et Muddy Waters)                                       | Texas blues            | Intermedia        |
|       | Live and Together (avec Clifton Chenier)                                               | Louisiana blues, Cajun | Crazy Cajun       |
| 1978  | Mama's Pride                                                                           | Texas blues            | Vanguard          |
| 1977  | Collector's Classics - Sassy Mama (Live)                                               | Texas blues            | Just a memory     |
| 1975  | Sassy Mama!                                                                            | Texas blues            | Vanguard          |
| 1975  | Jail (Live)                                                                            | Rock, Blues            | Vanguard          |
| 1971  | Saved                                                                                  | Texas blues            | Pentagram         |
| 1970  | The Way It Is (Live)                                                                   | Texas blues            | Mercury           |
| 1969  | Stronger Than Dirt                                                                     | Funk, Soul, Blues      | Mercury           |
| 1968  | She's Back                                                                             | Texas blues            | Blackbeat         |
| 1968  | Ball 'n' Chain w/Lightnin' Hopkins                                                     | Texas blues            | Arhoolie          |
|       | John Hammond's Spirituals to Swing - 30th Anniversary Concert (1967) (album collectif) |                        | Columbia          |
| 1966  | Big Mama Thornton with the Muddy Waters Blues Band                                     | Texas blues            | Arhoolie          |
| 1965  | Big Mama Thornton in Europe                                                            | Texas blues            | Arhoolie          |